# رحمت‌الله خسروی
رحمت‌الله خسروی (۲ تیر ۱۳۲۹ – ٢٣ اردیبهشت ۱۴۰۲) سیاستمدار ایرانی بود. او نمایندهٔ دورهٔ سوم مجلس شورای اسلامی از حوزه انتخابیه آباده بوده‌است. او هم‌چنین عضو شورای شهر تهران در دورۀ اول بوده‌است.